# Olindo Pasqualetti
Olindo Pasqualetti (né le 12 septembre 1916 à Offida et mort le 21 novembre 1996 à Turin) est un prêtre catholique, un latiniste et un poète et écrivain italien de langue latine.

## Biographie
Alors qu'il était encore enfant il quitta avec sa famille son terroir natal pour aller vivre à San Benedetto del Tronto où il termina son cycle d'études primaires. Puis âgé de douze ans il alla étudier à l'institut Missioni Consolata. Il fut ordonné prêtre à Turin en 1940. Il obtint ensuite un diplôme ès lettres à l'Université catholique de Milan et enseigna dans les petits et les grands séminaires de son ordre religieux et dans divers lycées officiels  comme celui de Varallo Sesia, de Vercelli et de Fermo.
Ayant été appelé à enseigner à l'Université catholique de Milan il y resta professeur de latin jusqu'à sa retraite. Il s'éteignit à Turin le 21 novembre 1996.
Depuis son adolescence "quod temptabat scribere latine erat" : tout ce qu'il essayait d'écrire l'était en latin.
Il a publié  en latin tant dans des revues italiennes qu'étrangères, de la poésie, des compositions en prose, des essais et des recensions.
Il a participé à beaucoup de concours de poésie et de prose latine et a récolté ainsi quatorze premiers prix, dix seconds prix, et vingt trois troisièmes prix.
Presque toutes ses œuvres ont été rassemblées dans Gemina Musa en 1987 et dans trois suppléments à Gemina Musa parus en 1992.
À côté de ces écrits littéraires il a publié divers travaux universitaires et scolaires auprès de la Société Dante Aligier et la maison d'édition Minerva. Il a également collaboré avec les  latinistes les plus renommés à l'Encyclopédie virgilienne de Traccani.
Il a participé à divers congrès internationaux sur Cicéron, sur Horace, sur Ovide, Pline et Varron.
Il était membre de la « Fondation Latinitas » (Opus Fundatum Latinitas) de la Cité du Vatican, du Centre d'études varroniennes, de l' Académie des sciences de Rome et de l' Academia Marchigiana des sciences et des lettres.
En outre l'administration communale de San Benedetto del Tronto lui donna le Premium Truentum pour 1996.

## Quelques prix et récompenses
- Certamen poeticum Hoeufftianum 1957 Nova de re rustica inventa (Magna Laus)
- Certamen poeticum Hoeufftianum 1958 Pellicientis lunae dolus (Magna Laus)
- Certamen Vaticanum		1962, avec :  Mollis aquae natura
- Certamen Vaticanum		1963, avec : Recentior ornithon
- Certamen Pascolianum	        1966, avec : Ioannes Pascoli carcere inclusus
- Certamen Vaticanum		1967, avec : Quod olim, quod postea
- Certamen Vaticanum		1971, avec : Audis idemque vides
- Certamen poeticum Hoeufftianum 1974 avec : Excubans poetae morienti feles (Magna Laus)
- Certamen poeticum Hoeufftianum 1977 avec : Circus equestris (Magna Laus)
- Certamen poeticum Hoeufftianum 1978 avec : I. H. Hoeufft, poeseos Latinae patronus (Magna Laus)
- Certamen Avenionense	1978, avec : Antiquam exquirite matrem
- Certamen Catullianum	1979, avec : Sirmionis memoria
- Certamen Capitolinum	1982, con Hibernae noctis somnium
- Certamen Vergilianum	1982, avec : Amaryllis Vergilio
- Certamen Vaticanum 		1992, avec : Annus millesimus…
- Certamen Vaticanum 		1995, avec : Flos deciduus

## Ses écrits
- O. Pasqualetti, Appunti di lingua Latina, Celuc, Milan, 1972
- O. Pasqualetti, In margine alla grammatica latina, C.U.S.L., Milan, 1974
- O. Pasqualetti, Note sussidiarie di sintassi latina(anno accademico 1976-77), C.U.S.L., Milan
- O. Pasqualetti, L. dal Santo: Elegi selecti, Minerva Italica, Bergamo, 1969
- O. Pasqualetti, Poeti neoumanisti, Dante Alighieri, Città di Castello, 1971
- O. Pasqualetti, Gemina Musa (poésie et prose latine et grecque), Piediripa (Macerata), 1987
- O. Pasqualetti, Appendici a Gemina Musa, Fermo, 1992.

## Sources
- (it) Cet article est partiellement ou en totalité issu de l’article de Wikipédia en italien intitulé « Olindo Pasqualetti » (voir la liste des auteurs).